# Lilla Färgen
Lilla Färgen är en sjö i Alingsås kommun i Västergötland och ingår i Göta älvs huvudavrinningsområde. Sjön är 23,7 meter djup, har en yta på 0,412 kvadratkilometer och är belägen 63,5 meter över havet. Sjön avvattnas av vattendraget Forsån.

## Delavrinningsområde
Lilla Färgen ingår i det delavrinningsområde (642330-130660) som SMHI kallar för Utloppet av Lilla Färgen. Medelhöjden är 128 meter över havet och ytan är 19,2 kvadratkilometer. Räknas de 2 avrinningsområdena uppströms in blir den ackumulerade arean 74,42 kvadratkilometer. Forsån som avvattnar avrinningsområdet har biflödesordning 3, vilket innebär att vattnet flödar genom totalt 3 vattendrag innan det når havet efter 65 kilometer. Avrinningsområdet består mestadels av skog (83 procent). Avrinningsområdet har 0,81 kvadratkilometer vattenytor vilket ger det en sjöprocent på 4,2 procent. Bebyggelsen i området täcker en yta av 0,29 kvadratkilometer eller 2 procent av avrinningsområdet.

## Galleri

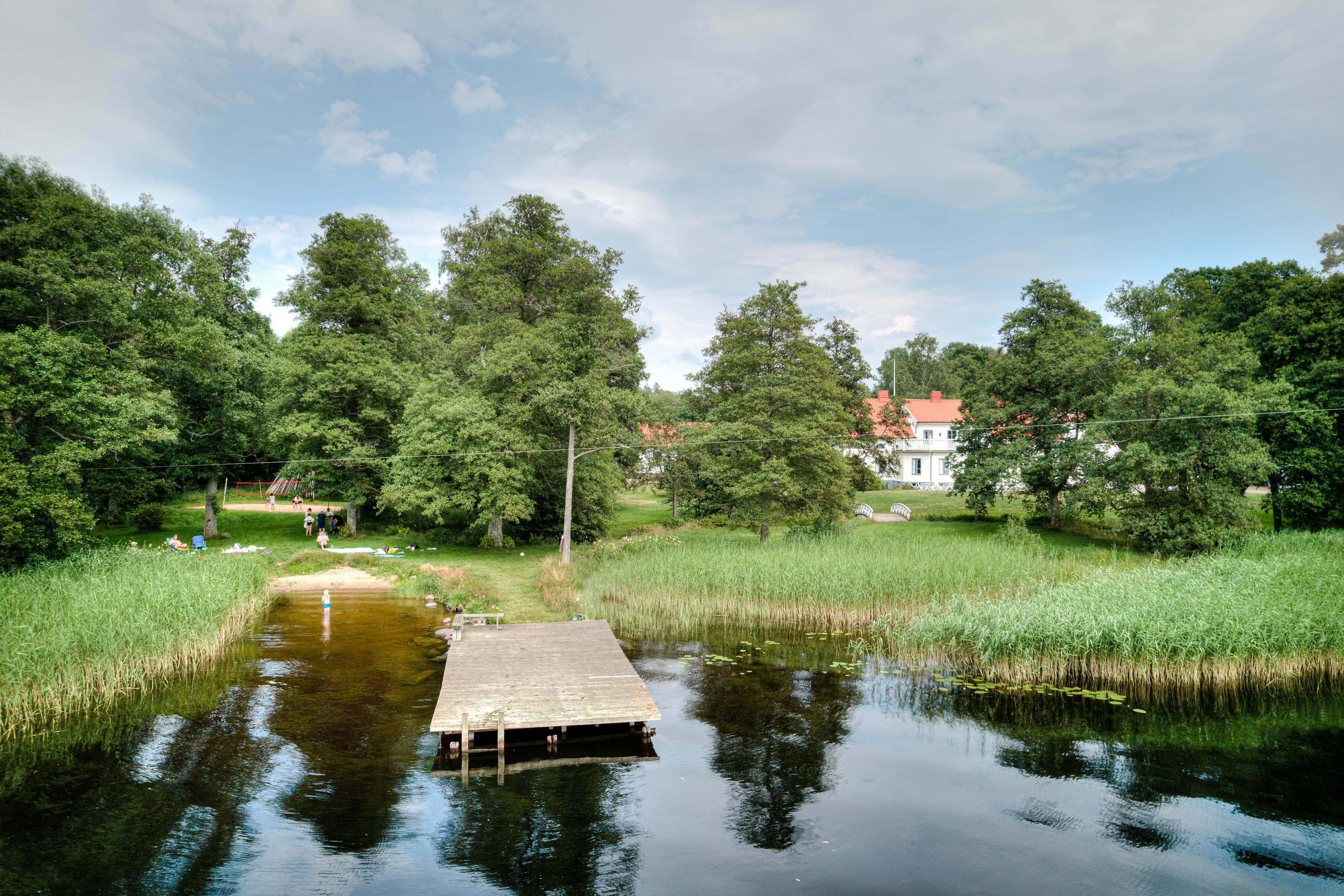
Badplatsen vid Hjälmareds Folkhögskola